# 方大刚
方大纲（1937年—），男，上海人，中国微波天线专家，电气电子工程师学会会士，中国电子学会会士，曾任南京理工大学教授、博士生导师。